# Autrans
Autrans is een plaats en voormalige gemeente in het Franse departement Isère in de regio Auvergne-Rhône-Alpes en telt 1541 inwoners (1999). De plaats maakt deel uit van het arrondissement Grenoble.

## Geschiedenis
Het onderdeel schansspringen van de Olympische Winterspelen van 1968 vond plaats in Autrans.
De gemeente is op 1 januari 2016 gefuseerd met de gemeente Méaudre tot de gemeente Autrans-Méaudre en Vercors. 

## Geografie
De oppervlakte van Autrans bedraagt 43,9 km², de bevolkingsdichtheid is 35,1 inwoners per km².
De onderstaande kaart toont de ligging van Autrans met de belangrijkste infrastructuur en aangrenzende gemeenten.

## Demografie
Onderstaande figuur toont het verloop van het inwonertal.